# Jules de Serret
Jules de Serret (Brugge, 6 juli 1803 - Sint-Michiels, 27 september 1869) was burgemeester van Sint-Michiels.

## Familie
De Serret behoorde tot een familie afkomstig uit Villers-le-Gambon in de provincie Namen en die op het einde van de achttiende eeuw in Brugge was komen wonen.
Hij was de kleinzoon van de officier François-Joseph de Serret (1739-1797) en van de Brugse Marie-Jeanne Willaeys. François de Serret speelde een rol tijdens de revolutieperiode, als aanhanger van de Franse Republiek.
Jules was de zoon van François de Serret (Brugge, 1767 - Beernem, 1849) die in 1797 trouwde met Marie-Thérèse van Outryve (1778-1858). Ze hadden zes kinderen, van wie Jules de vierde was. Deze François de Serret sloot zich, zoals zijn vader, bij de Franse republiek aan en was van 1800-1803 burgemeester van Brugge. In 1813 werd hij in de empireadel opgenomen met de persoonlijke titel van baron. Hij deed geen inspanningen om zijn adellijke status en titel onder het Verenigd Koninkrijk der Nederlanden te laten bevestigen. Hierdoor behoorden noch hij noch zijn kinderen tot de adel, ook al behoorden ze tot de notabelen van het Brugse en werd hen de barontitel vaak toegeschreven.
Pas later verwierven zonen van Jules opnieuw erfelijke adeldom met een overdraagbare barontitel: Polydore-Amable de Serret (1834-1901) in 1871 en Henri de Serret (1838-1915) in 1905.
Jules de Serret trouwde met Marie-Mathilde van Caloen (1808-1856) en ze hadden zes kinderen. Hun dochter Laurence de Serret (1836-1910) - gehuwd met Eugène van Outryve d'Ydewalle (1830-1901) - is de betovergrootmoeder van koningin Mathilde van België.

## Burgemeester
In 1848 nam de Serret de opvolging van Pierre Van Neste, die sinds 1840 burgemeester van Sint-Michiels was. Hij bleef het ambt uitoefenen tot aan zijn dood en werd opgevolgd door zijn zoon, Henri de Serret

## Eerbetoon
In de gemeente Sint-Michiels (die nu deel uitmaakt van Brugge), werd door het gemeentebestuur de naam van de vroegere burgemeester gegeven aan een nieuw aangelegde straat. De straatnaam luidt Baron de Serretstraat en kan derhalve van toepassing zijn zowel op Jules als op zijn zoon Henri die eveneens burgemeester van de gemeente was. Eigenlijk was de naam vanwege de barontitel, die hij niet bezat, niet toepasselijk op Jules, maar alleen op Henri. Daar werd geen punt van gemaakt.